# Бурбак Микола Іванович
Бурбак Микола Іванович (*1 травня (18 квітня) 1911, Одеса — †2 липня 1988, Чернівці) — український письменник. Член Спілки письменників СРСР з 1957 року. 

## Життєпис
Народився в Одесі в сім'ї військовослужбовця 1 травня 1911 року. Після закінчення школи працював на різних посадах - тракторист, шахтар, будівельник, бригадир на одному із заводів у Донецьку, учитель, літературний працівник одеської газети «Чорноморська комуна». Як знавця життя трудових людей, який вже мав диплом про закінчення Одеського інженерно-меліоративного інституту, Миколу Бурбака запросили на комсомольську, відтак — на партійну роботу.
У 1945 році він за наказом партії переїжджає в Чернівці, щоб стати заступником редактора обласної газети «Радянська Буковина». Працював власним кореспондентом по Чернівецькій області найбільш тиражної всеукраїнської газети «Сільські вісті», де трудився до 1965 року.
Микола Бурбак був директором Чернівецького клубу письменників, з 1967 по 1974 роки — відповідальний секретар, заступник відповідального секретаря Чернівецької обласної організації Спілки письменників України. Брав активну участь у виданні літературно-мистецького альманаху «Радянська Буковина», який почав виходити у Чернівцях з 1954 року, понад шістнадцять років був членом редколегії літературного журналу «Жовтень». Земляки кажуть, що він «сам жодного рядка не написав» .
Внук Миколи Бурбака — політик Максим Бурбак
Помер 2 липня 1988 року, похований у Чернівцях.

## Творчий доробок
- «Щастя Марії Микитей»
- «Сестри»
- «Подарунок Джона Ріда»
- «Крила фламінго»
- «За Прутом, у Садгорі»

## Вшанування пам'яті
- На будинку по вулиці імені Героя Радянського Союзу Олександра Худякова (2014 року вулиці повернули історичну назву — Поштова), де мешкав письменник, є меморіальна дошка.